# Jan Antonín Sedláček
Jan Antonín Sedláček, také Giovanni Antonio Sedlaczek nebo Sedlacžek, (11. května 1728 Kralice na Hané – 26. července 1805 Mohelnice) byl český chrámový skladatel.

## Život
Otec, Jan Sedláček, byl rektorem v Kralicích na Hané. Studoval na piaristickém gymnáziu v Kroměříži. Zpíval v chlapeckém chrámovém sboru a učil se hrát na housle a na varhany. Stal se rektorem v Mohelnici a působil tam až do své smrti. V roce 1777 se ucházel o místo kapelníka v katedrále svatého Václava v Olomouci, ale nebyl úspěšný.
Jako skladatel chrámové hudby byl velmi oblíbený. Jeho skladby se dochovaly v mnoha moravských sbírkách a jsou uloženy v Českém muzeu hudby v Praze a v Ústavu dějin hudby Moravského zemského musea v Brně.

## Dílo
- Missa solemnis
- Requiem ex F
- Missa brevis ex C
- De Dedicatione (ofertorium)
- Litaniae Lauretanae (nešpory)
- Sem, sem ptáčkové (pastorela)
- Česká píseň za zemřelé